# 蔚藍海岸
蔚蓝海岸（發音：[kot dazyʁ] ⓘ，發音：[ˈkɔstɔ daˈzyʀ]、[ˈkɔsta daˈzyɾ]，發音：[ˈkɔ.sta adˈd͡zur.ra]），又稱作法國里维埃拉（英語：French Riviera），地处地中海沿岸，属于法国东南沿海普罗旺斯-阿尔卑斯-蔚蓝海岸大区一部分，为自瓦尔省土伦与意大利接壤的阿尔卑斯省芒通之间相连的大片滨海地区。蔚蓝海岸被认为是最奢华和最富有的地区之一，世界上众多富人、名人多汇集于此。位于阿尔卑斯省的滨海小城戛纳为戛纳电影节主办地，每年一度的金棕榈奖就在此地颁发。尼斯是此地區的最大城市，同時也是著名的度假聖地。三面被法國環繞的親王國摩納哥也位於此處。二戰時因德國和義大利回應盟軍火炬行動，法國南部包括蔚藍海岸及摩納哥被義大利軍事控制及佔領。
蔚蓝海岸地处法属地中海沿岸的一部分，该区域从地理位置上来看，西部与位于同属阿尔卑斯滨海大省的滨海泰乌勒交界，东部与芒通这个法国与意大利接壤的边境小镇紧紧相联。蔚蓝海岸蜿蜒盘旋的海岸线均隶属于法国滨海阿尔卑斯省。北部为阿尔卑斯山所环绕，南面临海，海岸线长达3,000米。東面接壤的是義大利的利古里亞海岸，也稱作義大利里維耶拉。
蔚蓝海岸得名于斯蒂芬·利埃雅尔发表于1888年的小说《蔚蓝海岸》（La Côte d'azur）。